# Friedrich Stephan (Generalleutnant)
Friedrich Stephan (* 26. Januar 1892 in Danzig; † 5. Juni 1945 in Ljubljana, Jugoslawien) war ein Generalleutnant der Wehrmacht.
Stephan kommandierte u. a. die 267. Infanterie-Division und zuletzt die 104. Jäger-Division.
Mit Kriegsende ging er erst in britische Gefangenschaft und wurde dann am 4. Juni 1945 mit anderen hochrangigen ehemaligen Offizieren an Jugoslawien ausgeliefert.
Dort wurde er anschließend gemeinsam mit dem General der Panzertruppe Gustav Fehn und dem ehemaligen Feldkommandanten von Sarajevo Heinz Kattner ohne Prozess durch jugoslawische Partisanen, welche zu deren Bewachung eingeteilt wurden, erschossen.